# Ordinariato militare negli Stati Uniti d'America

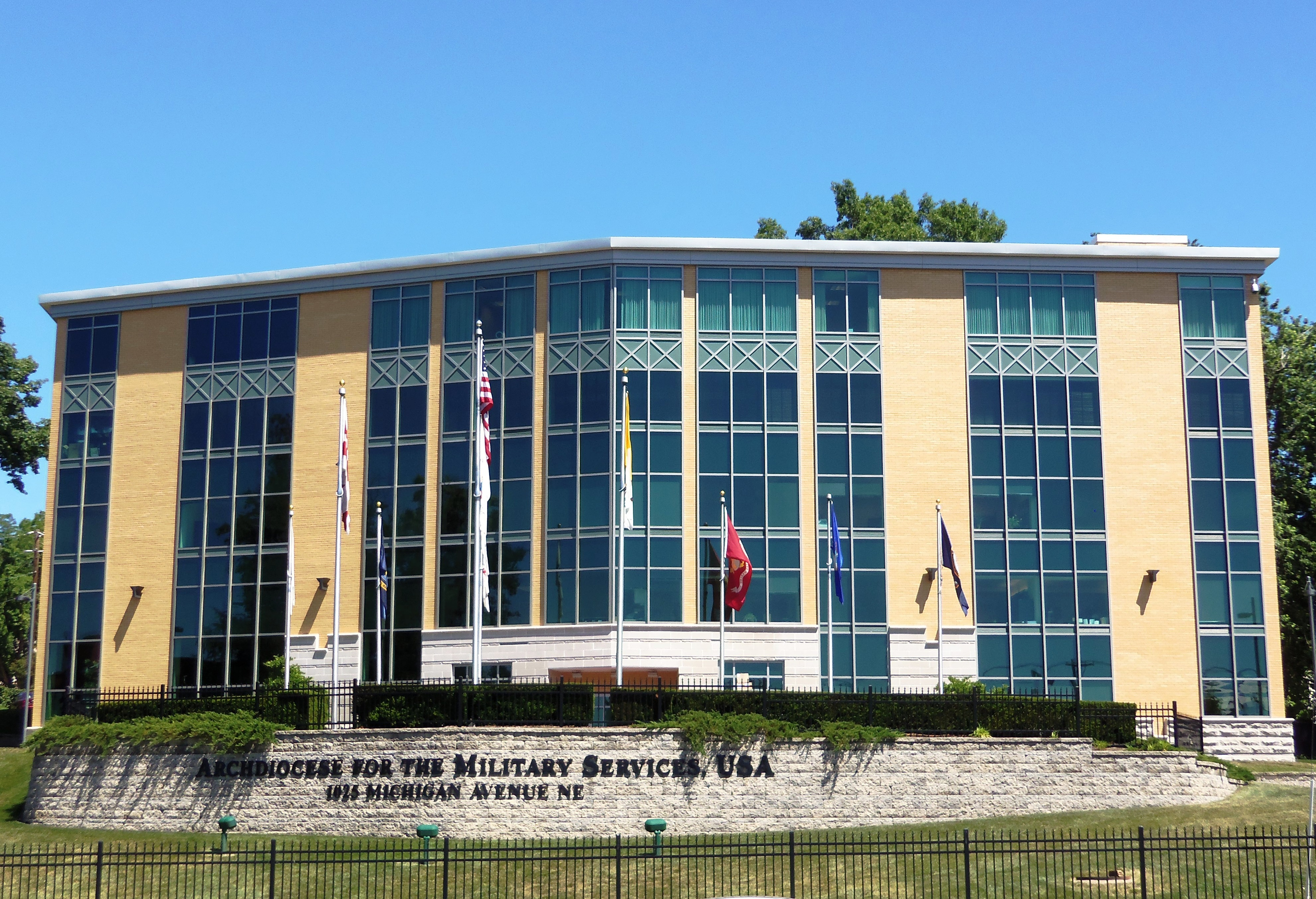
La sede degli uffici dell'ordinariato militare statunitense a Washington.

L'ordinariato militare negli Stati Uniti d'America è un ordinariato militare della Chiesa cattolica per gli Stati Uniti d'America. È retto dall'arcivescovo Timothy Paul Andrew Broglio.

## Territorio
Sede dell'ordinariato militare è la capitale Washington.
La sua giurisdizione si estende anche sulle isole minori esterne degli Stati Uniti d'America.

## Storia
Il 24 novembre 1917, durante la Prima guerra mondiale, papa Benedetto XV affidò al vescovo ausiliare di New York, Patrick Joseph Hayes, l'incarico di "ordinario di tutti i cattolici che combattono nell'Esercito e nella Marina durante la guerra in corso". Il vescovo Hayes pose la sua sede presso la chiesa di Santo Stefano e istituì 5 vicariati regionali. Alla morte di Hayes, divenuto nel frattempo arcivescovo di New York, gli subentrò, in qualità di "vicario militare per gli Stati Uniti", il suo successore sulla cattedra di New York, Francis Joseph Spellman.
Il vicariato castrense fu eretto l'8 settembre 1957 con il decreto Mysticam Petri naviculam della Congregazione concistoriale, il quale stabilì che l'ufficio di vicario castrense fosse affidato all'arcivescovo pro tempore di New York.
Con il decreto Apostolica Sedes della Congregazione per i vescovi del 14 gennaio 1984, fu sancita la separazione degli incarichi di vicario castrense e di arcivescovo di New York; contestualmente la sede del vicariato fu spostata a Washington.
Il 16 marzo 1985 il vicariato castrense è stato elevato ad ordinariato militare.
Il 18 agosto 1987 sono stati approvati dalla Santa Sede gli statuti dell'ordinariato militare negli Stati Uniti d'America, previsti dalla costituzione apostolica Spirituali militum curae di papa Giovanni Paolo II del 21 aprile 1986. Oltre al nome ufficiale di Military Ordinariate, viene attribuito all'ordinariato anche il nome di uso comune di The Archdiocese for the Military Services, U.S.A.

## Cronotassi dei vescovi
Si omettono i periodi di sede vacante non superiori ai 2 anni o non storicamente accertati.
- Patrick Joseph Hayes † (24 novembre 1917 - 4 settembre 1938 deceduto)
- Francis Joseph Spellman † (11 dicembre 1939 - 2 dicembre 1967 deceduto)
- Terence James Cooke † (4 aprile 1968 - 6 ottobre 1983 deceduto)
- John Joseph Thomas Ryan † (16 marzo 1985 - 14 maggio 1991 ritirato)[10]
- Joseph Thomas Dimino † (14 maggio 1991 - 12 agosto 1997 dimesso)
- Edwin Frederick O'Brien (12 agosto 1997 succeduto - 12 luglio 2007 nominato arcivescovo di Baltimora)
- Timothy Paul Andrew Broglio, dal 19 novembre 2007

## Statistiche
| anno | presbiteri | presbiteri | presbiteri | diaconi | religiosi | religiosi | parrocchie |
| anno | totale     | secolari   | regolari   | diaconi | uomini    | donne     | parrocchie |
| ---- | ---------- | ---------- | ---------- | ------- | --------- | --------- | ---------- |
| 1999 | 523        | 454        | 69         | 53      | 122       | 12        |            |
| 2000 | 1.116      | 889        | 227        | 53      | 227       | 12        |            |
| 2001 | 1.060      | 839        | 221        | 56      | 221       | 12        |            |
| 2002 | 1.085      | 892        | 193        | 56      | 249       | 12        |            |
| 2003 | 936        | 722        | 214        | 55      | 269       | 12        |            |
| 2004 | 968        | 742        | 226        | 55      | 287       | 12        |            |
| 2013 | 359        | 307        | 52         |         | 52        |           |            |
| 2016 | 386        | 317        | 69         | 2       | 69        |           |            |
| 2019 | 455        | 367        | 88         | 2       | 88        |           |            |
| 2021 | 445        | 367        | 78         | 2       | 78        |           |            |
| 2023 | 635        | 536        | 99         | 2       | 99        |           |            |